# Pyrgotella chagnoni
Pyrgotella chagnoni is een vliegensoort uit de familie van de Pyrgotidae. De wetenschappelijke naam van de soort is voor het eerst geldig gepubliceerd in 1900 door Johnson.